# Sonneborn (Turyngia)
Sonneborn – miejscowość i gmina w Niemczech, w kraju związkowym Turyngia, w powiecie Gotha. Do 31 grudnia 2018 wchodziła w skład wspólnoty administracyjnej Mittleres Nessetal. Niektóre zadania administracyjne gminy realizowane są przez gminę Nessetal, które pełni rolę "gminy realizującej" (niem. "erfüllende Gemeinde").